# Toyota Century

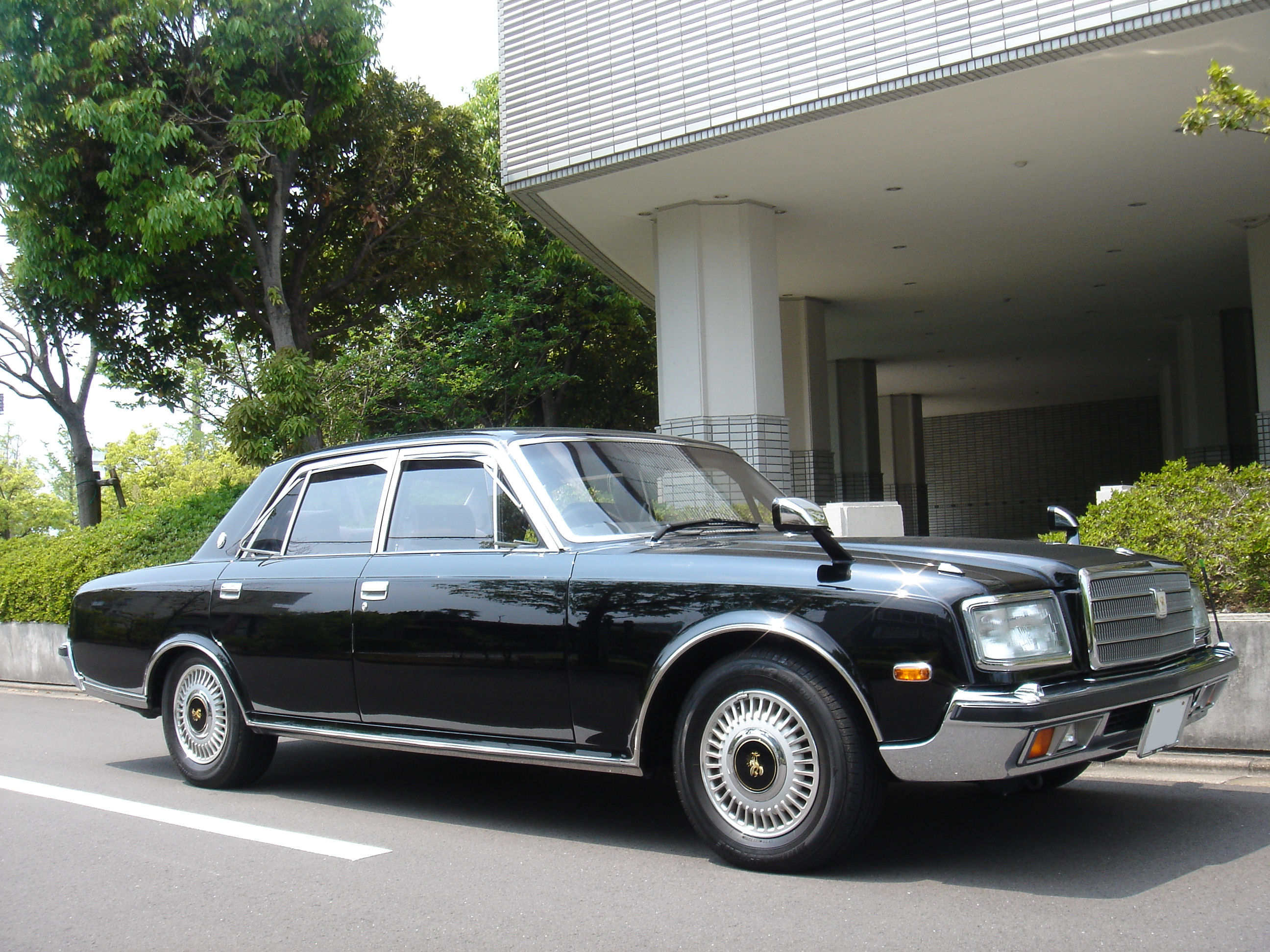
Toyota Century (1995)

Der Toyota Century  (トヨタ・センチュリー) ist eine große, viertürige Limousine, die von den Kanto Auto Works, Ltd. im Auftrag von Toyota vornehmlich für den japanischen Markt gefertigt wird. Die Fertigung begann 1967, und es gab 30 Jahre lang nur kleine Änderungen an dem Modell. Erst 1997 wurde es grundlegend überarbeitet. Der Name Century wurde gewählt, weil das Jahr der Markteinführung auf den 100. Geburtstag von Sakichi Toyoda fiel, dem Gründer von Toyota Industries. Er wird im Japanischen センチュリー geschrieben und wie im Englischen ausgesprochen. Bei seiner Einführung 1967 hatte der Wagen einen V8-Motor. Bei seiner Überarbeitung 1997 wurde dieser durch einen nur in diesem Modell eingesetzten V12-Motor ersetzt. Seit seiner dritten Auflage ist der Century als V8-Hybrid auf dem Markt.
Der Century wird in nur geringer Stückzahl praktisch von Hand gefertigt. Er wird vom Premierminister von Japan, von Ministern, hohen Regierungsbeamten und führenden Geschäftsleuten benutzt. Das Kaiserhaus benutzt – vermutlich gepanzerte – Fahrzeuge, die Toyota Century Royal genannt werden und von denen insgesamt vier ausgeliefert wurden. Von seinem Charakter her ist der Century vergleichbar mit den ZIL/ZIS in Russland, dem chinesischen Hongqi oder den Rolls-Royce in Großbritannien. Der Century wurde ursprünglich mit auf den vorderen Kotflügeln angebrachten Rückspiegeln ausgestattet, da Autos Rückspiegel haben mussten, die durch die Windschutzscheibe einsehbar sein mussten. Später konnte er aber auch mit „normalen“ Seitenspiegeln ausgeliefert werden, die seit dem Modell von 2018 Standard sind.
Der Century hat keinerlei sportliche Ambitionen, sondern ist in allen Aspekten auf Komfort und Laufruhe ausgelegt. Das Äußere des Century blieb trotz einiger kleinerer Verbesserungen seit seiner Einführung bis 2018 unverändert, weil es als „Symbol für konservativen Erfolg“ gilt. Meist wird der Wagen schwarz lackiert. Die Sitze sind – dem japanischen Empfinden für Luxus entsprechend – hauptsächlich mit Wollbezügen ausgestattet. Das Rückfenster und die hinteren Seitenfenster haben elektrisch bedienbare Spitzenvorhänge. Der Wagen, der als das Auto angepriesen wurde, das man sich durch ein Leben voller harter Arbeit in einem einfachen, aber korrekten Anzug verdient, ist der einzige Toyota, der nicht das übliche, aus drei Ovalen zusammengesetzte Logo trägt, sondern mit einem stilisierten goldenen Huhn (鳳凰) als Symbol für das japanische Kaiserhaus ausgeliefert wird. Auf der C-Säule ist zudem auch ein Logo mit dem Buchstaben "C" angebracht.
Der am ehesten vergleichbare Konkurrent in Japan ist der Nissan President. In den frühen Jahren des Century (in den 1960er- und 1970er-Jahren) teilte er seinen Ruf auch mit dem Mitsubishi Debonair.
Im September 2023 präsentierte Toyota mit dem Century SUV ein Modell im Segment der Sport Utility Vehicle, das ähnlich exklusiv sein soll wie die Limousine. Als Konkurrenzmodelle gelten hier z. B. der Mercedes-Maybach GLS und der Rolls-Royce Cullinan.

## 1. Generation (1967–1997)

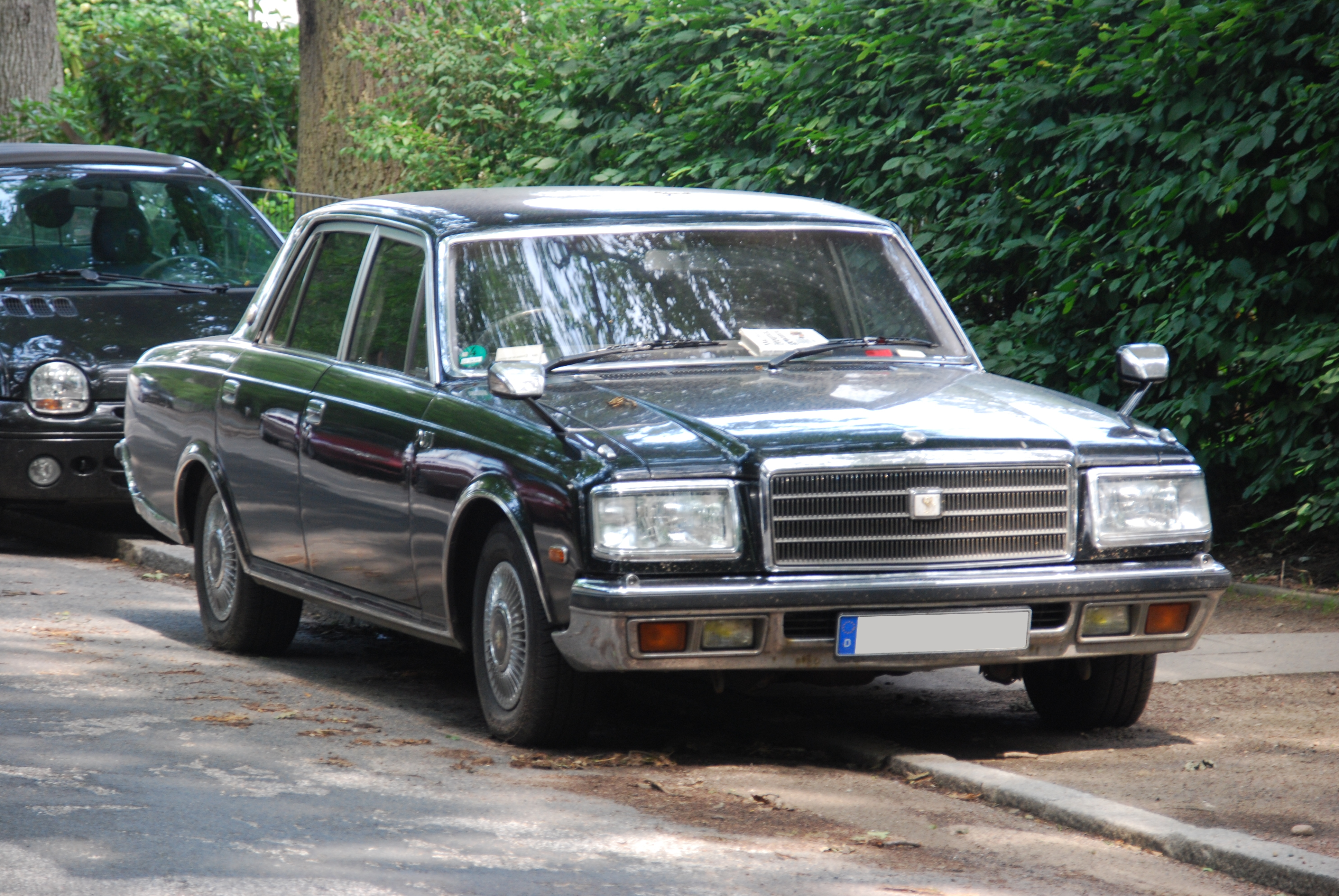
Toyota Century: überarbeitete Frontpartie (ab 1982)

Der erste Century basierte auf dem Crown Eight von 1964, der einen 2,6-l-V8-Motor, Typ Toyota 3V, besaß. 1967 wurde eine überarbeitete Version dieses Motors mit 3,0 l Hubraum eingebaut. 1973 kam der 3,4-l-V8, Typ Toyota 4V-U, und 1982 erfolgte der Wechsel zum 4,0-l-V8, Typ Toyota 5V-EU. Die Bezeichnungen 3V, 4V-U und 5V-EU sagen dabei nichts über die Anzahl der Ventile aus, sondern bezeichnen die Generationen des Toyota-V-Motors. Es gab auch eine Langversion des Century, den Century L, dessen Radstand 3010 mm und dessen Länge 5270 mm betrug.
Die erste Generation des Century blieb 30 Jahre lang im Wesentlichen unverändert. 1982 erhielt der Century eine im Detail überarbeitete Karosserie; der Stil des Ausgangsfahrzeugs wurde allerdings beibehalten. Neben kleineren kosmetischen Veränderungen gab es auch Verbesserungen am Motor.

### Änderungen bei der ersten Generation
- 1971: Die Klimaautomatik wurde eingeführt.[3]
- 1973: Die elektromagnetischen Türschlösser und die Heckleuchten wurden verändert und der Wagen bekam vorne Scheibenbremsen.
- 1975: Das bislang serienmäßige Schaltgetriebe wurde nicht mehr angeboten.
- 1982: Überarbeitete Frontpartie und Lichtwellenleiter-Multiplextechnik[3]
- 1987: Im Typ D gab es anstatt der Lenkradschaltung einen Mittelschalthebel und die vordere Sitzbank wich Einzelsitzen.

### Fahrgestellcodes
- VG20: 3,0 l-V8, Typ 3V, 1967–1973
- VG21: 3,4 l-V8, Typ 4V-U, 1973
- VG30: 3,4 l-V8, Typ 4V-U, 1973–1977
- C-VG30: 1977
- E-VG35: 1978–1982
- VG40: 4,0 l-V8, Typ 5V-EU, 1982–1997
- VG45: Langversion, 4,0 l-V8, Typ 5V-EU, 1990–1997

### Century Limousine
Hierbei handelt es sich um eine nochmals um 500 mm verlängerte Version, die gegenüber der Langversion auf eine Gesamtlänge von 5770 mm kommt. Die Century Limousine war in den Versionen Type H und Type S und ausschließlich mit Trennscheibe zwischen den vorderen Plätzen und der Fondbank erhältlich.

### Century Hybrid mit Gasturbine
Ein Toyota Century mit einer Gasturbine GT45 und einem Elektromotor wurde 1975 auf der Tokyo Motor Show als Century Gas Turbine Concept Vehicle gezeigt.

## 2. Generation (1997–2017)

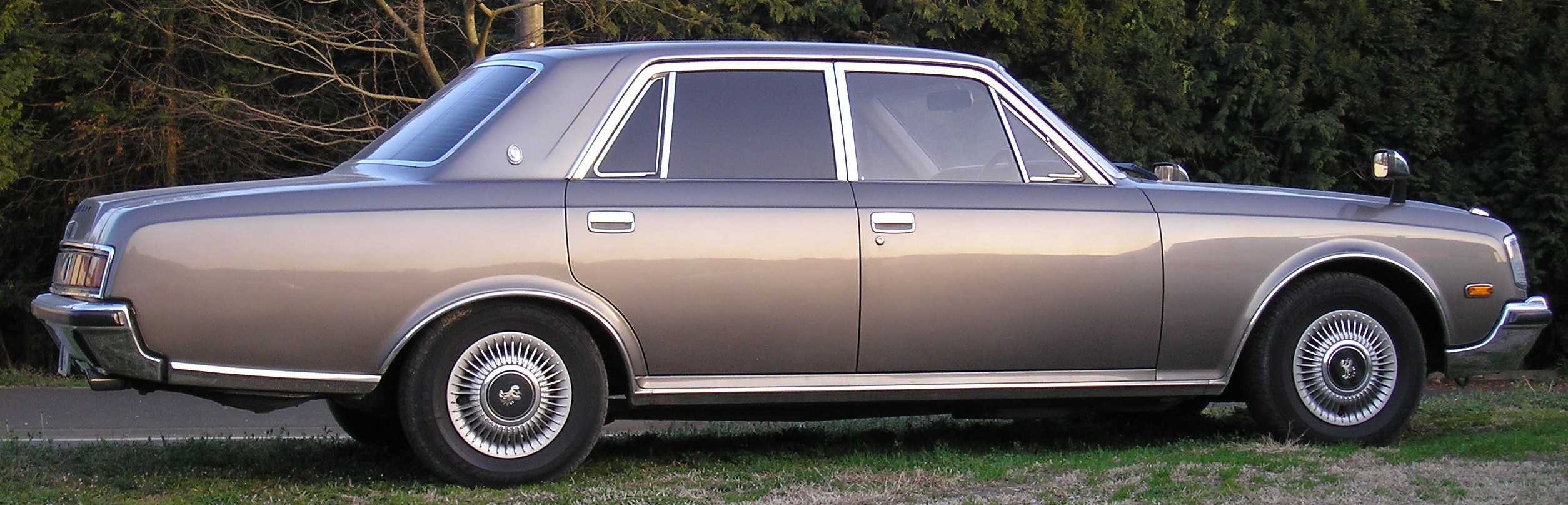
Toyota Century der ersten Generation

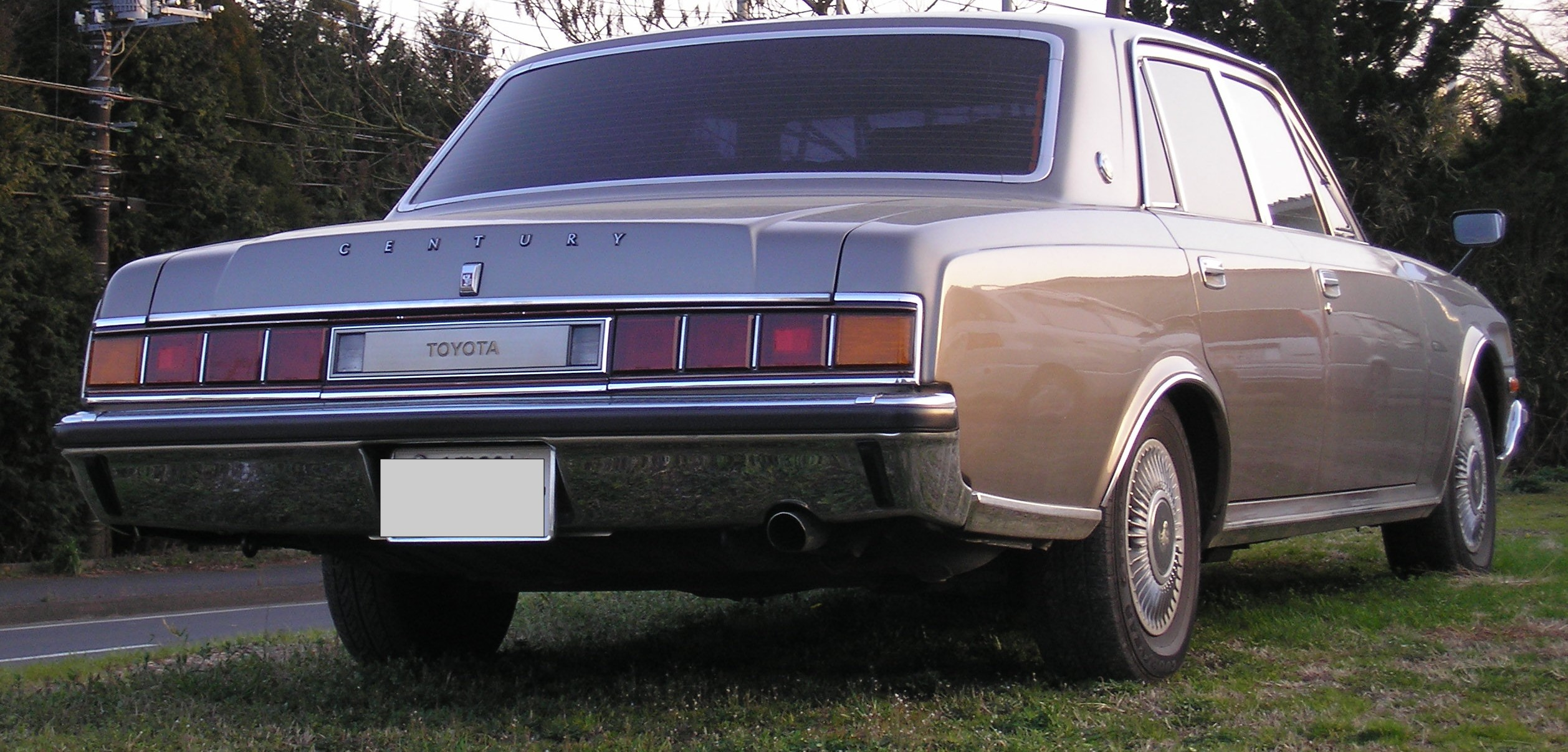
Die Heckpartie des Century der ersten Generation

1997 wurde der Century komplett überarbeitet, auch wenn das neue Modell dem Vorgänger sehr ähnlich sah. Dieses Modell wird von einem 5,0-l-V12-Motor, Typ Toyota 1GZ-FE, mit 206 kW Leistung angetrieben. Ursprünglich hatte der Wagen eine vierstufige Automatik. Später bekam er eine 6-stufige „intelligente“ Automatik. Er besitzt auch Luftfederung. Der Century ist das einzige japanische Serienauto mit V12-Motor.
Seit seiner Einführung war der Century Toyotas luxuriösestes Modell und behielt diesen Status während der gesamten bisherigen Produktionszeit. Auch heute noch rangiert es über den Lexus-Modellen und ist damit das luxuriöseste und prestigeträchtigste Modell von Toyota. Der Century wird in einer eigenen Farbpalette geliefert.
Seit 2006 besitzt er serienmäßig auch Toyotas Navigationssystem G-BOOK.
Wie kaum ein anderes Auto der Oberklasse ist der Century für die Rücksitzpassagiere konstruiert. Die Rücksitze lassen sich zurückschieben und die Lehne des Beifahrersitzes hat ein zusammenfaltbares Mittelteil, so dass die Rücksitzpassagiere ihre Beine ausstrecken können. Die Rücksitze sind mit einem Massagesystem ausgestattet. Die äußeren Türgriffe öffnen die Türen elektrisch, da das mechanische Geräusch beim Türöffnen als „zu lästig“ empfunden wurde. Auch müssen die Türen nicht zugeschlagen werden; es reicht aus, wenn sie leichten Kontakt mit dem Schloss haben, damit sie elektrisch zugezogen werden.
Die Innenausstattung wird üblicherweise in Wollstoff und nicht in Leder bestellt, da der Geruch von Leder in Asien als nicht so angenehm empfunden wird und der Wollstoff einen noch höheren Sitzkomfort bietet. Der Wagen kann in jeder vom Käufer gewünschten Innenfarbe bestellt werden; die am meisten gewünschten Farben aber sind mittelbraun, burgunderrot oder royalblau, jeweils mit schwarzer Lackierung. Im Heckfenster wird meist ein weißer Spitzenvorhang angebracht.
Der Century kostet 11.445.000 ¥ (ca. 85.000 EUR, Wert von 2009). Im Vergleich dazu beträgt der Preis für den luxuriösesten Lexus LS 460 10.000.000 ¥ (ca. 74.000 EUR, Wert von 2009) und für den Lexus LS 600h L 15.000.000 ¥ (ca. 111.000 EUR, Wert von 2009).
Auch wenn der Century nicht in großer Zahl exportiert wird, sieht man ihn gelegentlich, weil er häufig von im Ausland stationierten Regierungsvertretern benutzt wird.
Der Century wird bewusst nicht als Zeichen für Reichtum und Überfluss beworben. Die Marketingliteratur formuliert es ungefähr so: „Zu einem Century kommt man durch fleißige Arbeit, und zwar der Art, wie man sie in einem einfachen, aber eleganten Anzug leistet“.

### Änderungen bei der zweiten Generation
- 2005: 6-Stufen-Automatik
- 2008: Serienmäßig digitaler Fernseher

### Fahrgestellcodes
- GZG50: 5,0 l-V12, Typ 1GZ-FE, seit 1997

### Technische Daten
| Modell                                  | 5.0                                            |
| Zylinderzahl                            | V12                                            |
| Hubraum (cm³)                           | 4996                                           |
| Max. Leistung (kW/PS)                   | 206/280 bei 5200                               |
| Max. Drehmoment (Nm)                    | 460 bei 4000                                   |
| Höchstgeschwindigkeit (km/h)            | -                                              |
| Getriebe (Serienmäßig)                  | 6 Stufen-Automatik (früher 4 Stufen-Automatik) |
| Beschleunigung (0–100 km/h)             | -                                              |
| Verbrauch kombiniert (l/100 km)         | 13,2 S                                         |
| Kohlenstoffdioxid-Emissionen kombiniert | 305 g/km                                       |
| Tankinhalt                              | 95 L                                           |

## 3. Generation (seit 2017)
Die dritte Generation präsentierte Toyota im Oktober 2017 auf der Tokyo Motor Show. Im Gegensatz zum Vorgängermodell wird der Century nicht mehr von einem V12-Ottomotor angetrieben, stattdessen kommt ein Fünfliter-V8-Ottomotor, der mit einem Elektromotor kombiniert wird, zum Einsatz. Die Systemleistung gibt Toyota mit 317 kW (431 PS) an. Verkauft wird die Limousine seit Juni 2018 wieder nur in Japan.

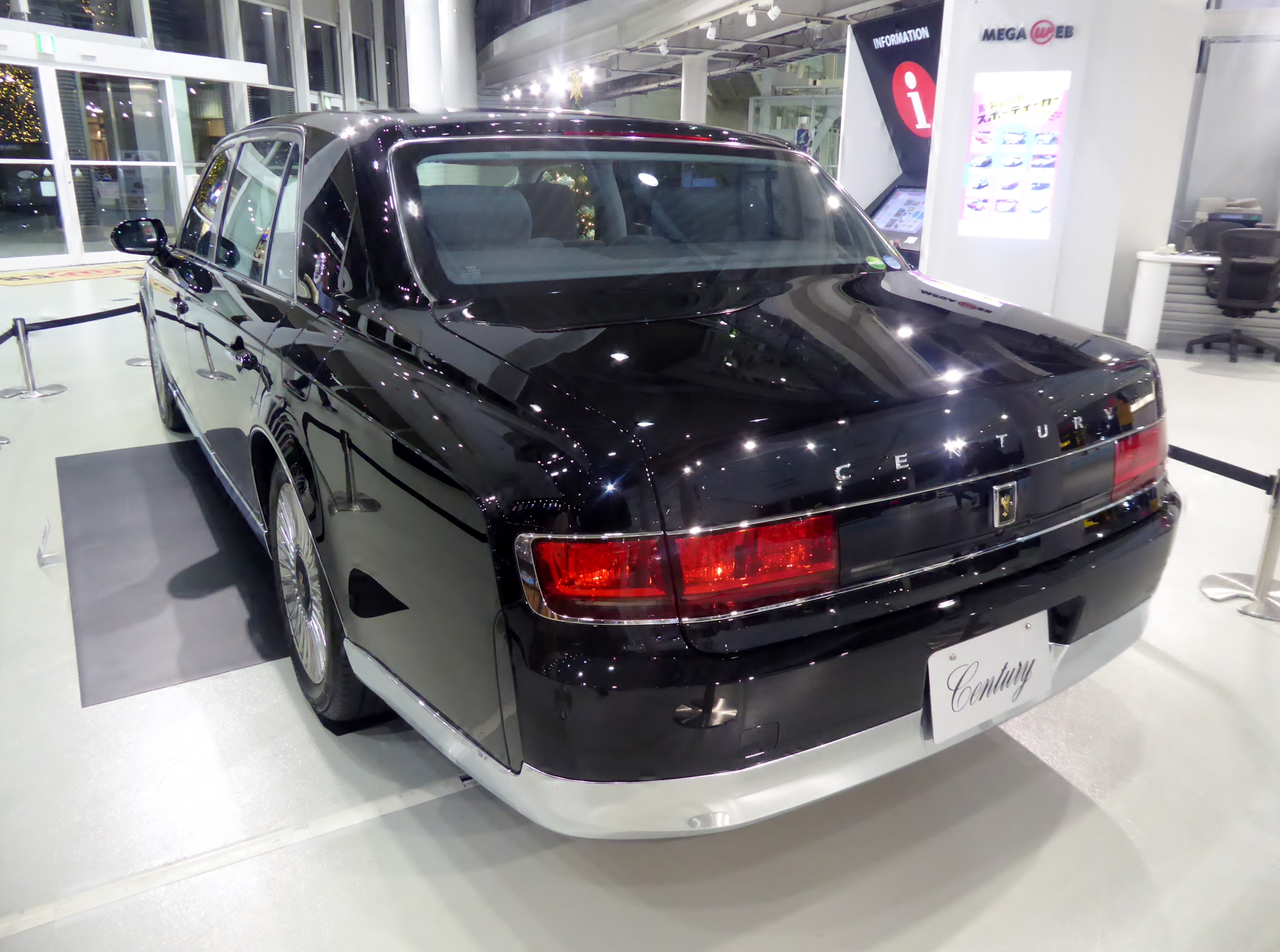
Heckansicht

## Century Royal (seit 2006)
Eine spezielle Ausführung, genannt Toyota Century Royal, wurde für die japanische kaiserliche Familie gebaut, die von deren älteren Mitgliedern benutzt wird, ähnlich wie die Bentley State Limousine der britischen Königsfamilie. Diese Sonderausführung besitzt eine Wollstoffpolsterung, Trittbretter aus Granit und einen Dachhimmel aus japanischem Reispapier. Ursprünglich wurden fünf Exemplare bestellt, aber wegen der hohen Kosten wurden schließlich nur vier gebaut. Das Modell ersetzte die 30 Jahre alten Nissan-Prince-Royal-Pullman-Limousinen, die schon Altersschwäche zeigten, als einer während der Fahrt eine Panne hatte. Der Century Royal darf nur von der kaiserlichen Familie genutzt werden.

### Technische Daten
| Modell                                  | 5.0                |
| Zylinderzahl                            | V12                |
| Hubraum (cm³)                           | 4996               |
| Max. Leistung (kW/PS)                   | 206/280 bei 5200   |
| Max. Drehmoment (Nm)                    | 460 bei 4000       |
| Höchstgeschwindigkeit (km/h)            | -                  |
| Getriebe (Serienmäßig)                  | 6 Stufen-Automatik |
| Beschleunigung (0–100 km/h)             | -                  |
| Verbrauch kombiniert (l/100 km)         | 13,2 S             |
| Kohlenstoffdioxid-Emissionen kombiniert | 305 g/km           |
| Tankinhalt                              | 95 L               |

## Galerie

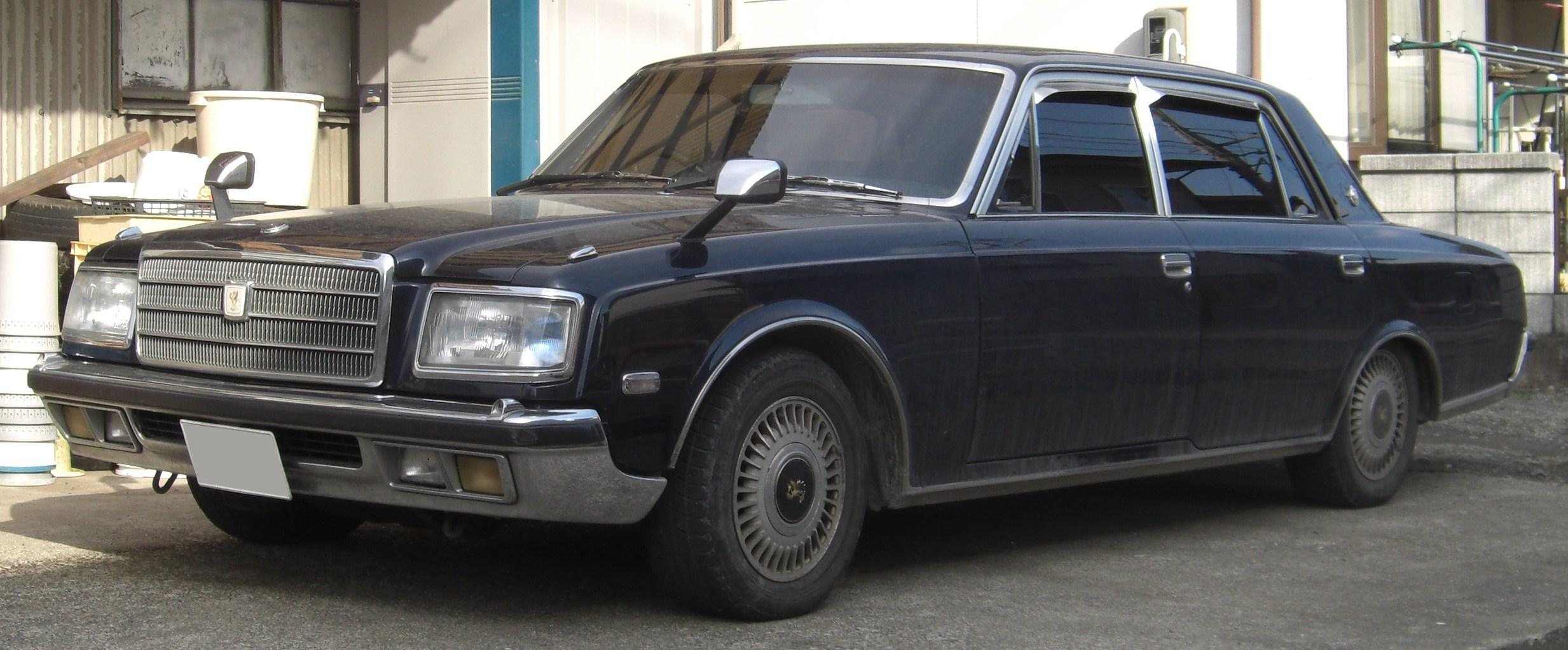
Toyota Century (1982)
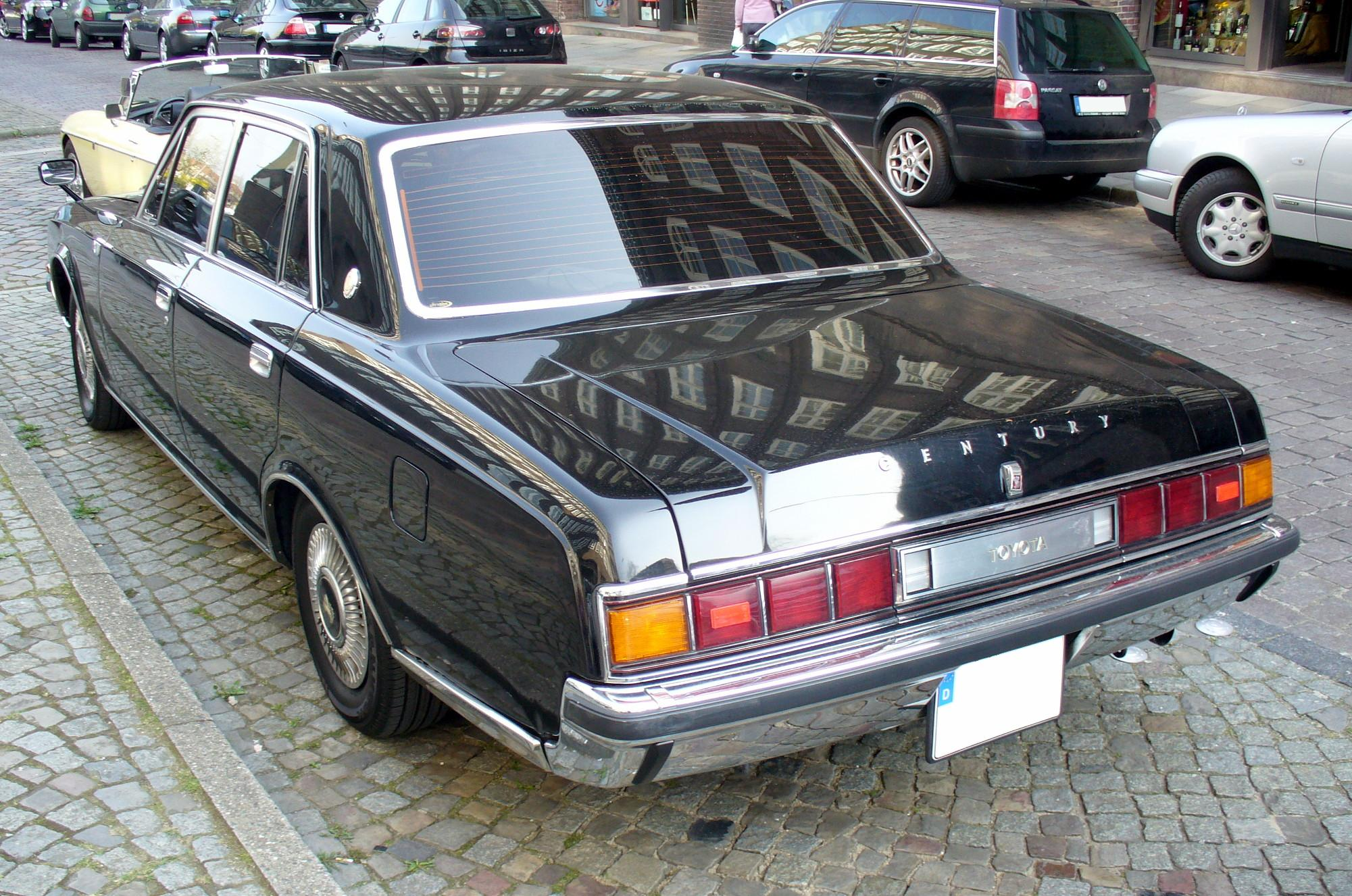
Toyota Century (1982): Heckpartie eines in Deutschland zugelassenen Autos
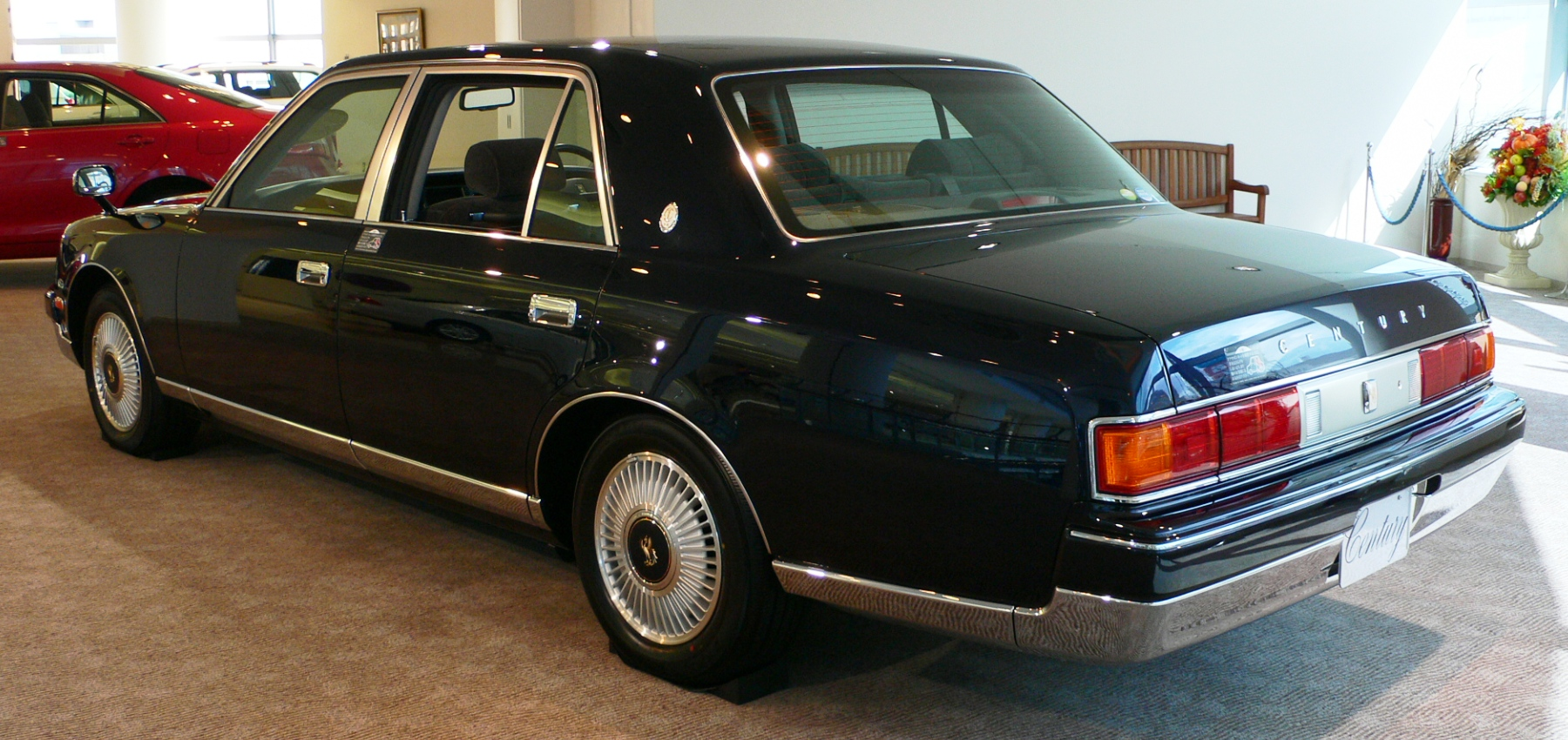
Toyota Century (2007)
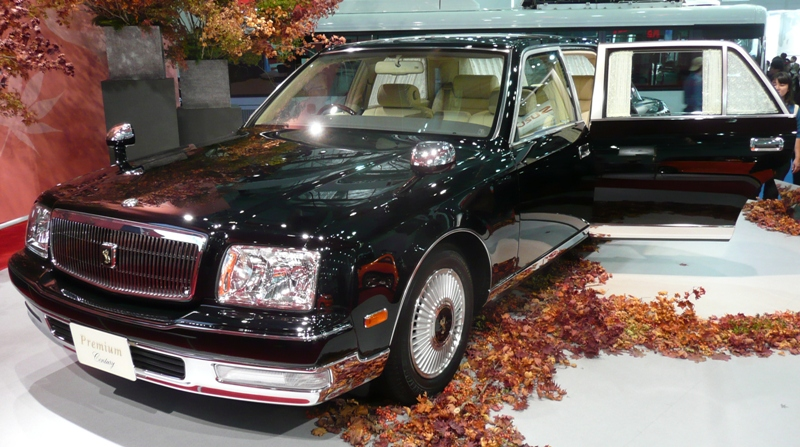
Ein Toyota Century auf der Tokyo Motor Show 2007